# 日本近世文学会
日本近世文学会（にほんきんせいぶんがくかい、英語: The Japanese Early Modern Literature Association）は、日本の学術研究団体の一つ。

## 概要
昭和26年（1951年）12月、日本近世文学研究を促進し、その発展に資することを目的として設立された。日本学術会議協力学術研究団体である。会員数は約700名。

## 事業
- 研究事業
  - 研究発表会の開催
  - 講演会の開催
  - 展覧会の開催
  - その他
- 出版事業
  - 機関誌『近世文藝』の定期刊行
  - 資料の刊行
  - その他
- その他の事業

## 刊行物
『近世文藝』
機関誌。当初は「日本近世文学会会報」として昭和28年（1953年）5月に第1号を発行し、同29年（1954年）10月刊行の最終第4号と同年月に『近世文藝』第1号を発刊した。以後、年度内に2回（現在は7月末と翌年1月末）刊行して今日に至る。
『和本リテラシーニューズ』
「古典籍を読み、理解し、活用する能力」や「くずし字（変体仮名）の読解能力」を「和本リテラシー」と定め、その実践記録を集積して発信する目的で刊行しているリーフレット。

## 学会賞
- 日本近世文学会賞[6] - 日本近世文学研究において、優れた成果をあげた論文の著者（40歳以下の若手研究者）に、受賞者の今後の研究を奨励するとともに、日本近世文学研究全般の発展に資するために設置された。

|        | 著者・論文 |
| ------ | --- |
| 第1回  | 牧野悟資「『狂歌波津加蛭子』考―石川雅望の狂歌活動再開を巡って―」                                                          |
| 第2回  | 久岡明穂「『椿説弓張月』の方法」                                                                                          |
| 第3回  | 井上勝志「『賀古教信七墓廻』の上演年代について」                                                                          |
| 第4回  | 一戸渉「礪波今道と上方の和学者たち」                                                                                      |
| 第5回  | 田草川みずき「宇治加賀掾の浄瑠璃芸論『竹子集』序文と『塵芥抄』系謡伝書―進藤以三著『筆の次』との関わりを中心に―」          |
| 第6回  | 山形彩美「安永十年与謝蕪村作「武陵桃源図」を読む」                                                                        |
| 第7回  | 黒川桃子「広瀬淡窓の陸游詩受容－「論詩詩」を中心に－」                                                                    |
| 第8回  | 天野聡一「『続落久保物語』と『よしはら物語』―作者と成立について―」                                                        |
| 第9回  | 丸井貴史「「三言」ならびに『今古奇観』の諸本と『英草紙』」                                                                |
| 第10回 | 勢田道生「津久井尚重『南朝編年記略』における『大日本史』受容」 山本嘉孝「山本北山の技芸論―擬古詩文批判の射程―」           |
| 第11回 | 河村瑛子「上方版『私可多咄』考」                                                                                          |
| 第12回 | 佐藤温「藤森弘庵『春雨楼詩鈔』と幕末の出版検閲」                                                                          |
| 第13回 | 宮川真弥「天理図書館蔵『源氏物語打聞』の再検討―北村季吟とその後裔の古典学をめぐって―」                                    |
| 第14回 | 荻原大地「「佐倉惣五郎物」実録の系譜―『佐倉花実物語』の位置づけをめぐって―」                                              |
| 第15回 | 松永瑠成「「中本」受容と大島屋伝右衛門―版元、そして貸本問屋として―」                                                      |
| 第16回 | 三宅宏幸「木村黙老の蔵書目録攷―多和文庫蔵『高松家老臣木村亘所蔵書籍目録残欠』の位置づけ―」 森翔大「林義端怪異小説の典拠」 |
| 第17回 | 岡部祐佳「瀬川采女説話の受容と展開―妻・菊の貞女性を中心に―」                                                              |
| 第18回 | 大山和哉「下河辺長流の学問と歌材」                                                                                        |
| 第19回 | 古川諒太「常磐津「〈男江口／女西行〉花吹雪富士菅笠」考―富士太郎と廓咄を中心に―」                                          |